# Andrew Keen
Andrew Keen (Hampstead (London, Ujedinjeno Kraljevstvo), oko 1960.) je britansko-američki pisac i kritičar moderne digitalne tehnologije. Najpoznatije djelo mu je "Kult amatera - kako internet ubija kulturu",(engl. The Cult of the Amateur: How Today's Internet Is Killing Our Culture, 2007.) koja je prevedena na 17 različitih jezika i uvrštena je za nagradu Higham’s Business Technology Book of the Year. Izvršni je direktor inovativne tvrtke salonFutureCast u Silicijskoj dolini, domaćin popularnog internetske emisije "Keen on", stariji član CALinnovates,kolumnist za CNN i javni govornik diljem svijeta. U 2015. godini GQ magazin ga je uvrstio u listu "100 najpovezanijih muškaraca".   
Najnovija knjiga "Internet nije rješenje" (Internet is Not the Answer, 2015.), istražuje negativne efekte interneta na našu psihologiju, ekonomiju i kulturu. Njegove kritike interneta i Silicijske doline dovele su do toga da ga opisuju kao kulturnu savjest interneta, pa čak i antikristom Silicijske doline.

## Život
Andrew Keen je odrastao u sjevernom Londonu, u kvartu Golders Green, u obitelji židovskih trgovaca. Srednjoškolsko obrazovanje stekao je u North London High School, koju je završio 1978. godine. Potom je pohađao University of London, te je paralelno išao i u Školu za slavenske studije. Naime, on je rodom istočni Europljanin, koji se specijalizirao za balkansku povijest.
Nakon diplome Škole slavenskih studija (1982.) postao je British Council Scholar, što je ekvivalent Fulbright scholarship, u Sarajevu u nekadašnjoj Jugoslaviji, a sada u Bosni i Hercegovini, gdje je djelovao 1982. i 1983. godine
Nakon boravka u Sarajevu odlazi u Kaliforniju gdje je na prestižnom sveučilištu Berkeleyju počeo studirati političke znanosti. Tamo je, kako sam kaže, pao pod čari političkog antropologa Kena Jowitta. 
Poslije Berkeleya seli na drugu obalu Sjedinjenih država gdje studira modernu povijest i politiku na Tuftu, Sveučilište u Massachusettsu. Parlelno uz akademsko učenje razvija i karijeru kao kritičar popularne kulture. A kao novinar je u ranim devedesetima otkrio internet. 
Pri povratku u Silicijsku dolinu otvorio je web stranicu Audiocafe.com (1995.), internetsku glazbenu kompaniju. U Kaliforniji živi i sada s obitelji.

## Posao
Nakon povratka u Kaliforniju, 1995. godine, osniva Audiocafe.com, prvu internetsku glazbenu tvrtku što ga čini jednim od pionira Silicijske doline. Tvrtka je dobila investicije od Intela i SAPa, te je dio ranog pogona on-line revolucije. 
Međutim, u travnju 2000. godine tvrtka Audiocafe doživjela je slom, kao i Silicijska dolina i Wall Street, a Keen je, kako sam kaže, doživio buđenje.
U rujnu 2000. godine organizirao je MB5: The Festival for New Media Visionaries, (Festival vizionara novih medija) na kojem su prisustvovali vodeći ljudi tadašnjeg interneta. Od tada je radio u raznim tehnološkim tvrtka uključujući Pulse 3D, Santa Cruz Networks, Jazziz Digital i Pure Depth, gdje je trenutno direktor za globalnu prodaju.

## Kritičar interneta
Nakon krize 2000. godine, koja se osjetila i u Silicijskoj dolini, Keen uviđa kako internet nije samo utopijska slika onoga što su zamišljali u devedesetima, već da se digitalna zajednica, komercijala i sadržaj prodaju pod nazivom "Web 2.0". Nove demokratizacijske tehnologije su blogovi, Wikipedia, društvene mreže. Međutim, on je izašao iz tog sustava i otkriva veliku zavjeru i upozorava na velike kulturne posljedice. 
U svojoj knjizi "Kult amatera" uglavnom se ne slaže i ne podržava demokratičnost digitalnih medija jer smatra da se time gubi na kvatliteti i vjerodostojnosoti sadržaja i informacija. Prema njemu novinari trebaju biti obrazovani stručnjaci jer amateri ne mogu isporučiti kvalitetne informacije kao novinari. Također kritizira Wikipediju zbog toga što, prema njegovom mišljenju, uglavnom nitko ne provjerava autore te se izjednačuju se amateri i sturčnjaci.
"Amatersko novinarstvo trivijalizira i kvari ozbiljnu raspravu.(...) Ono što dobivamo od weba 2.0 je beskonačno rascjepkana kultura u kojoj smo bespomoćno izgubljeni u pogledu toga kamo usredotočiti svoju pozornost i kako provesti svoje ograničeno vrijeme. Duboko je uznemiravajuće da, u našem svijetu weba 2.0 bez filtera, glasine i laži koje su „skuhali“ izvjestitelji anonimci (koji su, bez sumnje, i amateri) dobivaju legitimitet i šire se mainstream kanalima". .
Kritizirajući internet kaže da "ljudi tragaju informacijama koje su odraz naših vlastitih pristranosti i stavova te su u sladuu s našim iskrivljenim verzijama stvarnosti. Izgubili smo onu zajedničku raspravu ili znalačku debatu oko dogovaranja obostrano priznatih činjenica. Radije neprestano obnavljamo predrasude koje gajimo jedni prema drugima."
"Današnji je internet anoniman, netočan, kaotičan i svemoćan. On je mjesto gdje nema konkretne stvarnosti, točnog i netočnog, nema vladajućeg moralnog koda."
"Teoretski web 2.0 daje amaterima pravo glasa. No u stvarnosti su oni koji se čuju često oni s najglasnijom, najuvjerljivijom porukom i s najviše novca za njeno širenje"
Kritizira Kevina Kellyja koji je 2006. u časopisu Wired napisao "manifest o piratizaciji i o tome kako će tehnologije kojom se omogućuju digitalizacija i beskonačno umnožavanje u konačnici uništiti zakon o zaštiti autorskih prava. Prema njemu više ne možemo štititi intelektualno vlasništvo pa svi tekstovi trebaju biti za badava. Prava vrijednost ne leži u autorovom stručnom postignuću da stvori nešto pravo ni iz čega i praznog papira, nego u bezbroj načina na koji kult amateramože prizvati, komentirati, označti, povezati, „personalizirati, urediti, potvrditi, prikazati, obilježiti, prenijeti i ponuditi djelo“. Prema Kellyju „Prava će čarolija tek doći...kad se sve stranice knjiga budu mogle međusobno povezati, udruživati, navoditi, izvlačiti, indeksirati, analizirati, komentirati, remiksati, reorganizirati i utkati u kulturu dublje nego ikad prije".
Također kritizira i Long tail Chrisa Andersona i tvrdi da se malo pojedinaca na taj način može uopće probiti i zaraditi išta.

## Vanjske poveznice
- Andrew Keen's blog
- AJKeen.com  Arhivirana inačica izvorne stranice od 20. prosinca 2016. (Wayback Machine)
- Techcrunch.com
- Bigthink.com  Arhivirana inačica izvorne stranice od 20. prosinca 2016. (Wayback Machine)
- Techcrunch.com  Arhivirana inačica izvorne stranice od 20. prosinca 2016. (Wayback Machine)
- Andrew Keen's blog